# Parydra cishumilis
Parydra cishumilis är en tvåvingeart som beskrevs av Clausen 1985. Parydra cishumilis ingår i släktet Parydra och familjen vattenflugor.
Artens utbredningsområde är Ecuador. Inga underarter finns listade i Catalogue of Life.